# Reinier
Reinier is een mannelijke Germaanse voornaam.
De naam is waarschijnlijk afgeleid van de Germaanse woorden regin wat raad betekent, en her wat leger betekent, dus de betekenis is waarschijnlijk raadgever van het leger. De Nederlandstalige afkorting als roepnaam is Rein.
- Reinier
- Reinier (Rosarius) Welschen
- Reinier (Rosarius) Welschen O.P.
- Reinier (Rosarius) Welschen OP
- Reinier Anslo
- Reinier Artist
- Reinier Asmoredjo
- Reinier Baas
- Reinier Beeuwkes
- Reinier Blok
- Reinier Blom
- Reinier Braams
- Reinier Bresser
- Reinier Bulder
- Reinier Camminga
- Reinier Cees Keller
- Reinier Chin A Loi
- Reinier Chin a Loi
- Reinier Claeszen
- Reinier Claeszen (schip uit 1859)
- Reinier Claeszen (schip uit 1891)
- Reinier Claeszenplein
- Reinier Cornelis Bakhuizen van den Brink
- Reinier Cornelis Keller
- Reinier Craeyvanger
- Reinier Dever
- Reinier Emil Jessurun
- Reinier Frederick Baron van Raders
- Reinier Frederick van Raders
- Reinier Frederik Baron van Raders
- Reinier Frederik baron van Raders
- Reinier Frederik van Raders
- Reinier Grimaldi
- Reinier Groenendaal
- Reinier Heideman
- Reinier Heidemann
- Reinier Honig
- Reinier I
- Reinier II
- Reinier III
- Reinier III van Henegouwen
- Reinier III van Monaco
- Reinier II van Henegouwen
- Reinier II van Monaco
- Reinier IV
- Reinier IV van Bergen
- Reinier IV van Henegouwen
- Reinier I van Henegouwen
- Reinier I van Monaco
- Reinier I van Monferrato
- Reinier Jansz. Vos
- Reinier Janszoon Vermeer
- Reinier Janszoon Vos
- Reinier Jesus Carvalho
- Reinier Johan Hendrik Quirijn Röell
- Reinier Johannes Willem van Genderen Stort
- Reinier Joseph Theodorus van der Heijden
- Reinier Kennedy
- Reinier Kok
- Reinier Kreijermaat
- Reinier Krooshof
- Reinier Langhals
- Reinier Leers
- Reinier Lucassen
- Reinier Maria Jozef van Saksen-Coburg-Gotha
- Reinier Maria Jozef van Saksen-Coburg en Gotha
- Reinier Marinus van Reenen
- Reinier Nooms
- Reinier Paping
- Reinier Pauw
- Reinier Pauw (1564-1636)
- Reinier Pelgrom
- Reinier Peter Smits
- Reinier Plettin
- Reinier Pletting
- Reinier Post
- Reinier Rijke
- Reinier Robbemond
- Reinier Saris van der Gronden
- Reinier Saxton
- Reinier Scheeres
- Reinier Schippers
- Reinier Snoy
- Reinier Sonneveld
- Reinier Swanenburg
- Reinier Swanenburg (1675-1744)
- Reinier Swanenburg (1743-1801)
- Reinier Sybrand Bakels
- Reinier Timman
- Reinier V
- Reinier V van Bergen
- Reinier V van Henegouwen
- Reinier Veltman
- Reinier Vinkeles
- Reinier Vinkeleskade
- Reinier Wakelkamp
- Reinier Welschen
- Reinier Willem Keiser
- Reinier Willem Petrus de Vries
- Reinier Willem Tadama
- Reinier Ysabie
- Reinier Zonneveld
- Reinier de Bont
- Reinier de Graaf
- Reinier de Graaf Gasthuis
- Reinier de Graaf Groep
- Reinier de Graaf Jr.
- Reinier de Graaf jr.
- Reinier de Klerk
- Reinier de Ridder
- Reinier de Vries
- Reinier den Adel
- Reinier kennedy
- Reinier ter Avest
- Reinier van Bourbon-Sicilie
- Reinier van Bourbon-Sicilië
- Reinier van Broeckhuysen
- Reinier van Dantzig
- Reinier van Genderen Stort
- Reinier van Groeneveld
- Reinier van Groenevelt
- Reinier van Hasnon
- Reinier van Henegouwen
- Reinier van Hoei
- Reinier van Houten
- Reinier van Kooten
- Reinier van Lanschot
- Reinier van Monferrato
- Reinier van Oldenbarnevelt
- Reinier van Oostenrijk
- Reinier van Oostenrijk (1783-1853)
- Reinier van Oostenrijk (1827-1913)
- Reinier van Persijn
- Reinier van Saksen-Coburg en Gotha
- Reinier van Zutphen
- Reinier van den Berg
- Reinier van der Aart
- Reinier van der Heijden
- Reinier vinkeleskade
- Reinier zonneveld
- Reiniers